# Pearl River (Mississipi)
Pearl River és una concentració de població designada pel cens dels Estats Units a l'estat de Mississipi. Segons el cens del 2000 tenia 3.156 habitants.

## Demografia
Segons el cens del 2000, Pearl River tenia 3.156 habitants, 803 habitatges, i 655 famílies. La densitat de població era de 39,7 habitants per km².
Dels 803 habitatges en un 50,8% hi vivien nens de menys de 18 anys, en un 43% hi vivien parelles casades, en un 28% dones solteres, i en un 18,4% no eren unitats familiars. En el 13,8% dels habitatges hi vivien persones soles el 3% de les quals corresponia a persones de 65 anys o més que vivien soles. El nombre mitjà de persones vivint en cada habitatge era de 3,58 i el nombre mitjà de persones que vivien en cada família era de 3,87.
Per edats la població es repartia de la següent manera: un 39,3% tenia menys de 18 anys, un 10,8% entre 18 i 24, un 26,4% entre 25 i 44, un 15,1% de 45 a 60 i un 8,5% 65 anys o més.
L'edat mediana era de 25 anys. Per cada 100 dones de 18 o més anys hi havia 98,4 homes.
La renda mediana per habitatge era de 26.352 $ i la renda mediana per família de 26.348 $. Els homes tenien una renda mediana de 22.295 $ mentre que les dones 19.167 $. La renda per capita de la població era de 8.544 $. Entorn del 26,9% de les famílies i el 28,5% de la població estaven per davall del llindar de pobresa.

## Poblacions més properes
El següent diagrama mostra les poblacions més properes.